# Fortuna Arena
Fortuna Arena – stadion piłkarski w Pradze, wybudowany w latach 2006–2008 w miejscu dawnego stadionu Eden i oddany do użytku 7 maja 2008. Pojemność jego trybun wynosi 19 370 miejsc siedzących. Domowy obiekt Slavii Praga. W sezonach 2010/11 i 2011/12 korzystał również z niego Bohemians 1905. Najważniejsze spotkania międzypaństwowe rozgrywa na nim seniorska reprezentacja Czech. 30 sierpnia 2013 odbył się tu mecz o Superpuchar Europy UEFA.